# Tournoi féminin de volley-ball aux Jeux olympiques d'été de 2020
Cet article traite de l'épreuve masculine. Pour la compétition masculine, voir Tournoi masculin de volley-ball aux Jeux olympiques d'été de 2020.
 (juillet 2021).
Navigation
Rio de Janeiro 2016 Paris 2024
Le tournoi féminin de volley-ball aux Jeux olympiques d'été de 2020 devait se tenir à Tokyo, au Japon, du 26 juillet au 9 août 2020, et a été reporté à 2021. Il s'agit de la quinzième édition de ce tournoi masculin depuis son apparition au sein du programme olympique lors des Jeux de 1964 ayant également eu lieu à Tokyo.
Les fédérations affiliées à la FIVB participent par le biais de leur équipe féminine aux épreuves de qualification. Onze équipes rejoignent ainsi le Japon, nation hôte de la compétition, pour s'affronter lors du tournoi final.

## Acteurs du tournoi

### Équipes qualifiées

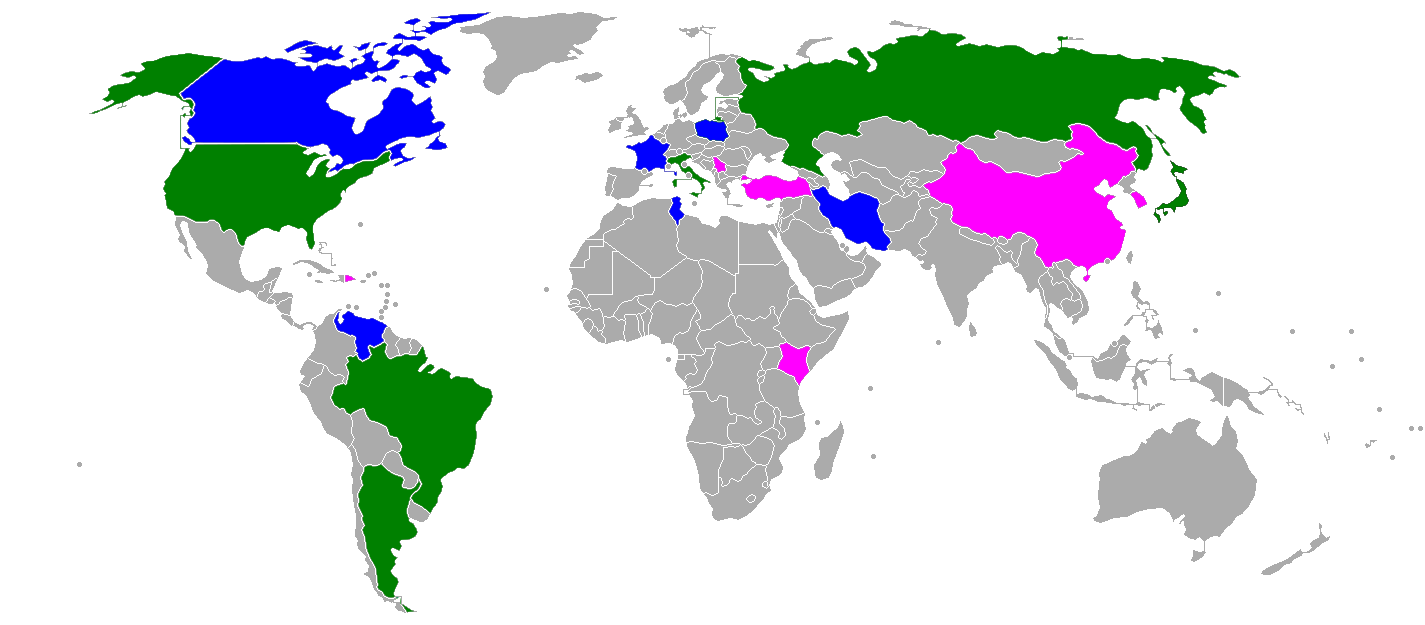
Les équipes qualifiées pour le tournoi féminin sont en vert et en rose.

Chaque Comité national olympique peut engager une seule équipe dans la compétition.
Les épreuves qualificatives du tournoi féminin de volley-ball des Jeux olympiques se déroulent du 9 août 2019 au 12 janvier 2020. En tant que pays hôte, le Japon est qualifié d'office, tandis que les autres équipes passent par différents modes de qualifications continentales.
| Compétition                             | Compétition                             | Date               | Lieu                                  | Places | Qualifiés              |
| --------------------------------------- | --------------------------------------- | ------------------ | ------------------------------------- | ------ | ---------------------- |
| Pays organisateur                       | Pays organisateur                       | 7 septembre 2013   | /                                     | 1      | Japon                  |
| Tournoi international de qualification  | Groupe A                                | 1-4 août 2019      | Wrocław, Pologne                      | 1      | Serbie                 |
| Tournoi international de qualification  | Groupe B                                | 1-4 août 2019      | Ningbo, Chine                         | 1      | Chine                  |
| Tournoi international de qualification  | Groupe C                                | 1-4 août 2019      | Shreveport-Bossier City, États-Unis   | 1      | États-Unis             |
| Tournoi international de qualification  | Groupe D                                | 1-4 août 2019      | Uberlândia, Brésil                    | 1      | Brésil                 |
| Tournoi international de qualification  | Groupe E                                | 1-4 août 2019      | Kaliningrad, Russie                   | 1      | Russie                 |
| Tournoi international de qualification  | Groupe F                                | 1-4 août 2019      | Catane, Italie                        | 1      | Italie                 |
| Tournoi africain de qualification       | Tournoi africain de qualification       | 5-10 janvier 2020  | Yaoundé, Cameroun                     | 1      | Kenya                  |
| Tournoi asiatique de qualification      | Tournoi asiatique de qualification      | 7-12 janvier 2020  | Nakhon Ratchasima, Thaïlande          | 1      | Corée du Sud           |
| Tournoi européen de qualification       | Tournoi européen de qualification       | 7-12 janvier 2020  | Apeldoorn, Pays-Bas                   | 1      | Turquie                |
| Tournoi nord-américain de qualification | Tournoi nord-américain de qualification | 10-12 janvier 2020 | Santo Domingo, République dominicaine | 1      | République dominicaine |
| Tournoi sud-américain de qualification  | Tournoi sud-américain de qualification  | 8-10 janvier 2020  | Bogota, Colombie                      | 1      | Argentine              |
| Total                                   | Total                                   | Total              | Total                                 | 12     |                        |

## Compétition

### Premier tour

#### Groupe A

##### Classement
| # | Équipe                 | Pts | J | G | Gt | Pt | P | Sp | Sc | Ratio | Pp  | Pc  | Ratio |
| 1 | Brésil                 | 14  | 5 | 4 | 1  | 0  | 0 | 15 | 3  | 5     | 434 | 275 | 1.578 |
| 2 | Serbie                 | 12  | 5 | 4 | 0  | 0  | 1 | 13 | 3  | 4.333 | 381 | 313 | 1.217 |
| 3 | République dominicaine | 8   | 5 | 2 | 0  | 2  | 1 | 10 | 10 | 1     | 411 | 406 | 1.012 |
| 4 | Corée du Sud           | 7   | 5 | 1 | 2  | 0  | 2 | 9  | 10 | 0.9   | 374 | 415 | 0.901 |
| 5 | Japon                  | 4   | 5 | 1 | 0  | 1  | 3 | 6  | 12 | 0.5   | 378 | 395 | 0.957 |
| 6 | Kenya                  | 0   | 5 | 0 | 0  | 0  | 5 | 0  | 15 | 0     | 242 | 376 | 0.644 |

#### Groupe B

##### Classement
| # | Équipe     | Pts | J | G | Gt | Pt | P | Sp | Sc | Ratio | Pp  | Pc  | Ratio |
| 1 | États-Unis | 10  | 5 | 2 | 2  | 0  | 1 | 12 | 7  | 1.714 | 418 | 401 | 1.042 |
| 2 | Italie     | 10  | 5 | 3 | 0  | 1  | 1 | 11 | 7  | 1.571 | 409 | 377 | 1.085 |
| 3 | Turquie    | 9   | 5 | 2 | 1  | 1  | 1 | 12 | 8  | 1.5   | 434 | 416 | 1.043 |
| 4 | ROC        | 9   | 5 | 2 | 1  | 1  | 1 | 11 | 8  | 1.375 | 422 | 378 | 1.116 |
| 5 | Chine      | 7   | 5 | 2 | 0  | 1  | 2 | 8  | 9  | 0.889 | 374 | 385 | 0.971 |
| 6 | Argentine  | 0   | 5 | 0 | 0  | 0  | 5 | 0  | 15 | 0     | 275 | 375 | 0.733 |

### Phase finale
|  | Quarts de finale             | Quarts de finale |                |                | Demi-finales           | Demi-finales           |   |  | Finale         | Finale         |
|  | Quarts de finale             | Quarts de finale |                |                | Demi-finales           | Demi-finales           |   |  | Finale         | Finale         |
|  |                              |                  |                |                |                        |                        |   |  |                |                |
|  | 4 août                       | 4 août           |                |                | 6 août                 | 6 août                 |   |  | 8 août à 13h30 | 8 août à 13h30 |
|  | 4 août                       | 4 août           |                |                | 6 août                 | 6 août                 |   |  | 8 août à 13h30 | 8 août à 13h30 |
|  | [A1] Brésil                  | 3                |                |                | 6 août                 | 6 août                 |   |  | 8 août à 13h30 | 8 août à 13h30 |
|  | [A1] Brésil                  | 3                |                |                | 6 août                 | 6 août                 |   |  | 8 août à 13h30 | 8 août à 13h30 |
|  | [B4] ROC                     | 1                |                |                | 6 août                 | 6 août                 |   |  | 8 août à 13h30 | 8 août à 13h30 |
|  | [B4] ROC                     | 1                | Brésil         | 3              |                        |                        |   |  | 8 août à 13h30 | 8 août à 13h30 |
|  | 4 août                       |                  | Brésil         | 3              |                        |                        |   |  | 8 août à 13h30 | 8 août à 13h30 |
|  |                              | Corée du Sud     | 0              |                |                        |                        |   |  | 8 août à 13h30 | 8 août à 13h30 |
|  | [A3] Corée du Sud            | Corée du Sud     | 0              | 3              |                        |                        |   |  | 8 août à 13h30 | 8 août à 13h30 |
|  | [A3] Corée du Sud            |                  |                | 3              |                        |                        |   |  | 8 août à 13h30 | 8 août à 13h30 |
|  | [B3] Turquie                 | 2                |                |                |                        |                        |   |  | 8 août à 13h30 | 8 août à 13h30 |
|  | [B3] Turquie                 | 2                | Brésil         | 0              |                        |                        |   |  |                |                |
|  | 4 août                       |                  | Brésil         | 0              |                        |                        |   |  |                |                |
|  |                              | États-Unis       | 3              |                |                        |                        |   |  |                |                |
|  | [A2] Serbie                  | États-Unis       | 3              | 3              |                        |                        |   |  |                |                |
|  | [A2] Serbie                  | 6 août           |                | 3              |                        |                        |   |  |                |                |
|  | [B2] Italie                  | 0                |                |                |                        |                        |   |  |                |                |
|  | [B2] Italie                  | 0                | Serbie         | 0              |                        |                        |   |  |                |                |
|  | 4 août                       | 4 août           | Serbie         | 0              | Match pour la 3e place | Match pour la 3e place |   |  |                |                |
|  | 4 août                       | 4 août           |                | États-Unis     | Match pour la 3e place | Match pour la 3e place | 3 |  |                |                |
|  | [A4] République dominicaine0 | 0                | 8 août à 09h00 | 8 août à 09h00 |                        |                        | 3 |  |                |                |
|  | [A4] République dominicaine0 | 0                | 8 août à 09h00 | 8 août à 09h00 |                        |                        |   |  |                |                |
|  | [B1] États-Unis              | 3                |                | Corée du Sud   | 0                      |                        |   |  |                |                |
|  | [B1] États-Unis              | 3                |                | Corée du Sud   | 0                      |                        |   |  |                |                |
|  |                              |                  |                |                |                        |                        |   |  | Serbie         | 3              |
|  |                              |                  |                |                |                        |                        |   |  | Serbie         | 3              |

## Couverture médiatique et affluence

### Couverture médiatique
La charte olympique stipule que « Le CIO prend toutes les mesures nécessaires afin d'assurer aux Jeux olympiques la couverture la plus complète par les différents moyens de communication et d'information ainsi que l'audience la plus large possible dans le monde ». De plus la retransmission des Jeux olympiques est le moteur principal du financement du Mouvement olympique et des Jeux olympiques, de la croissance de sa popularité mondiale, ainsi que de la représentation mondiale et de la promotion des Jeux olympiques et des valeurs olympiques.